# Issai Schur
Issai Schur, född den 10 januari 1875 i Belarus, död den 10 januari 1941 i Tel Aviv, var en matematiker som arbetade i Tyskland under merparten av sitt liv. 
Schurs specialiteter var klassisk algebra och talteori, ämnen som han bidrog till att utveckla på ett flertal sätt. Bland annat bidrog han till teoribildningen kring integralekvationer och oändliga serier. 
Schur var lärjunge till Ferdinand Georg Frobenius. Bland hans egna elever märks Richard Brauer, Bernhard Hermann Neumann, Heinz Prüfer och Richard Rado. 
Schur såg sig som tysk, snarare än jude, men tvingades ändå att flytta från Tyskland till Brittiska Palestinamandatet 1939 på grund av den statsledda antisemitismen. Han levde de sista åren i fattigdom.